# Георги Драндаров
Георги Драндаров е български дипломат от Македония.

## Биография
Георги Драндаров е роден в 1876 година в будния български град Велес, тогава в Османската империя. В 1896 година завършва с единадесетия випуск на Солунската българска мъжка гимназия. Напуска родния край и заминава за Свободна България, където се установява в София. Започва дипломатическа кариера и е назначен за български консул в Париж. На 13 ноември 1924 година е назначен за делегиран консул и на 1 януари 1927 година за консул в Одрин.
Умира в 1930 година в София и е погребан в Централните софийски гробища.